# Günther Pancke
Günther Pancke, född 1 maj 1899 i Gnesen, död 17 augusti 1973 i Hamburg, var en tysk SS-Obergruppenführer och general i polisen och Waffen-SS. Mellan 1943 och 1945 var han Högre SS- och polischef (Höhere SS- und Polizeiführer, HSSPF) i det av Tyskland ockuperade Danmark.

## Biografi
Officerssonen Günther Pancke stred i första världskriget och uppnådde löjtnants grad 1917. I samband med krigsslutet i november 1918 blev han medlem av Järndivisionen som sattes in mot Lettlands röda skyttar. År 1920 emigrerade Pancke till Argentina, där han ägnade sig åt jordbruk. Han återvände till Tyskland 1926 och blev laboratorieassistent i Kiel. Pancke inträdde i NSDAP 1930 och i SS 1931. Sistnämnda år greps och dömdes Pancke för ett tårgasattentat förövat mot den av socialdemokrater dominerade paramilitära organisationen Reichsbanner. Han avskedades från sitt arbete och fick istället anställning vid SS-Lehrschule i Kreiensen.
År 1938 efterträdde Pancke Walther Darré som chef för Centralbyrån för ras och bosättning, SS:s ras- och kolonisationskontor, som bland annat handhade SS-medlemmarnas ideologiska fostran, agrarkolonisation och familjevälfärd. Efter krigsutbrottet i september 1939 fungerade Pancke som förbindelseofficer mellan Führerhögkvarteret, SS-Totenkopfverbände och Einsatzgruppen och blev 1940 Högre SS- och polischef för området "Mitte" med säte i Braunschweig.

### Högre SS- och polischef i Danmark
I juni 1943 befordrades Pancke till Obergruppenführer i SS och som sådan närvarade han vid Reichsführer-SS Heinrich Himmlers första tal i Posen den 4 oktober samma år. Himmler höll ett långt tal i vilket han bland annat berörde den pågående judeutrotningen. Två dagar senare tillträdde Pancke sin nya befattning som Högre SS- och polischef i det av Tyskland ockuperade Danmark. Tidigare under året hade sabotagen och strejkerna ökat i Danmark och i augusti utlyste Adolf Hitler militärt undantagstillstånd i landet. Den tyske riksbefullmäktigade i Danmark, Werner Best, fråntogs befälet över den tyska polisen, då Hitler och Himmler ansåg att denne hade fört en alltför återhållsam politik gentemot danskarna. Den danska motståndsrörelsen trappade upp sabotagen samt dödade danska angivare, så kallade stikkere. Tyska Gestapo och Sicherheitsdienst svarade med kontraterror och avrättade en lång rad misstänkta sabotörer. I september 1944 fick Pancke i order av Himmler att häkta samtliga medlemmar av den danska polisen, då de ansågs samarbeta med motståndsrörelsen. I en aktion den 19 september greps fler än tvåtusen polismän och deporterades till koncentrationslägret Buchenwald i Tyskland.
Vid en rättegång i Köpenhamn 1948 dömdes Pancke till 20 års fängelse, men benådades redan 1953.

## Befordringshistorik
| Datum             | Tjänstegrad                 |
| ----------------- | --------------------------- |
| 25 december 1932  | SS-Sturmführer              |
| 30 januari 1933   | SS-Sturmhauptführer         |
| 12 juni 1933      | SS-Sturmbannführer          |
| 3 september 1933  | SS-Obersturmbannführer      |
| 15 december 1933  | SS-Standartenführer         |
| 20 april 1934     | SS-Oberführer               |
| 13 september 1936 | SS-Brigadeführer            |
| 1 september 1938  | SS-Gruppenführer            |
| 10 april 1941     | Generalleutnant der Polizei |
| 21 juni 1943      | SS-Obergruppenführer        |
| 20 april 1944     | General der Polizei         |
| 21 mars 1945      | General der Waffen-SS       |